# Jacques Goddet
Jacques Goddet (Parigi, 21 giugno 1905 – Parigi, 15 dicembre 2000) è stato un giornalista francese, direttore de L'Auto, dell'Unione dei giornalisti francesi nonché storico  direttore e patron del Tour de France.

## Biografia
Debutta professionalmente sulle pagine del  giornale sportivo francese L'Auto nel 1931, e lo fu fino alla sua chiusura, nel 1944; nel giro di pochi anni diventa uno dei giornalisti sportivi più popolari in Francia, e nel 1936 divenne il direttore del Tour.
Nel 1946, in seguito alla chiusura del suo giornale, fondò il quotidiano L'Équipe, ancora oggi tra i più noti in Francia; dall'inizio degli anni trenta fu anche direttore delle più prestigiose corse francesi, Parigi-Tours, Parigi-Bruxelles e Parigi-Roubaix; organizzò queste corse fino agli anni '80, attraversando varie epoche; durante la sua gestione il Tour fu vinto da corridori come Gino Bartali, Fausto Coppi, Louison Bobet, Jacques Anquetil, Felice Gimondi, Eddy Merckx, fino ad arrivare a Bernard Hinault e Laurent Fignon.
Nel 1986 decise di ritirarsi da patron del Tour de France; di Goddet restano celebri le sue numerosissime citazioni riguardo ai corridori e al mondo del ciclismo in genere, come "il ciclismo è lo sport più popolare perché non si paga il biglietto", oppure "se i pedoni si odiano e gli automobilisti si insultano, i ciclisti si sorridono, si salutano, e si uniscono"; Sua  anche la famosa affermazione "Coppi il più grande, Merckx il più forte".